# علي الكركي العاملي
علي بن حسين بن علي بن محمد بن عبد العالي الكركي العاملي (868 هـ أو 870 هـ - 940 هـ مع الاختلاف في تحديد يوم وفاته). هو رجل دين وفقيه شيعي من جبل عامل، يُشتهر الكركي في الأوساط الشيعية باسم المحقق الكركي أو المحقق الثاني، وله العديد من التحقيقات في الفقه والتي تُدرّس كثيرٌ منها في الحوزات العلمية، وله آراء فقهية مثيرة في مسألة ولاية الفقيه.
عاش متنقلاً بين البلدان فمن بلده جبل عامل هاجر إلى الشام وبعد أن درس على علمائها الشوافع ارتحل إلى مصر ثُمّ إلى العراق حتى إذا أقيمت الدولة الصفوية عزم على التوجه إلى إيران فحظي بثقة الشاه إسماعيل الصفوي وقلّده بعض المناصب الدينية العالية وجرى على ذلك خلفه طهماسب الأول وقد توفي الكركي في عهده على بعض الأقوال.
ويحظى الكركي بتوثيق من كبار رجاليي الشيعة، ومن بينهم: الحر العاملي،(1) والمجلسي،(2) ويوسف البحراني،(3) وحسين النوري،(4) وحسن الصدر،(5) ومحمد باقر الخوانساري،(6) والتفرشي،(7) ونظام الدين القرشي،(8) وغيرهم.

## اسمه ونسبه وكنيته وألقابه
لا يوجد اختلاف في اسمه، فقد صرّح هو في كثير من المواضع بأنّ اسمه علي، وكل المصادر التي ذكرته وترجمت له، ابتداءً من القرن العاشر وحتّى عصرنا الحاضر، سمّته بذلك أيضاً. والصحيح في نسبه كما صرح به الكركي بنفسه، والذي وُجد في أكثر المصادر هو: علي بن الحسين بن عبد العالي، نسبة إلى أبيه وجدّه. وقد يُنسب اختصاراً إلى جدّه فيقال: علي بن عبد العالي.
له كنية واحدة، وهي أبو الحسن، ذكرها بعض معاصريه والقريبين من عصره.
للكركي كذلك ألقاب كثيرة، بعضها اختُصّت به ولازمته فلا يتبادر الذهن إلى غيره عند إطلاقها، وبعضها عُرف بها عند العلماء والمؤلّفين وأصحاب التراجم والسير، وبعضها ألقاب نادرة أطلقها عليه نفر أو نفران من العلماء.
وهذه الألقاب منها ما يرتبط بنسبه، ومنها ما يتعلّق بالمكان الذي وُجد فيه ردحاً من الزمن، ومنها ما يشير إلى المكانة العلميّة التي وصل إليها هذا الرجل والدور الذي أدّاه في نشر التشيُّع وترسيخ قواعده، ومنها: زين الدين، نور الدين، خاتم المجتهدين، علاء الدين، الكركي، العلائي، الشامي، العاملي، مروّح المذهب، المولى المروّج، المحقّق الثاني، المحقّق الكركي، النجفي.
آل الكركي من الأسر الشيعية المشهورة في كون أبنائها ممن سلكوا مسلك رجال الدين، وقد انتشروا في الشام والعراق وإيران، وأسرة علي الكركي تحديداً فيها من مشاهير العلماء الشيعة الذين مكثوا في النجف مدة قصيرة وسرعان ما تفرقوا عنها. ومنهم جده الأعلى: الشيخ عبد العالي الكركي، من تلامذة علي بن هلال الكركي. ووالده: عزّ الدين حسين بن عبد العالي الكركي، كان حياً سنة 900 هـ، يروي عن أحد ولدي الشهيد الأول، ويروي عنه الشيخ علي بن هلال الجزائري.

## ولادته
ولد عام 868 هجرية أو عام 870 هجري، في كرك نوح وهي إحدى المدن الصغرى بالقرب من بعلبك في لبنان، ويعدهاالبعض من قرى ومدن جبل عامل لقربها من القرى العاملية.
وكرك نوح أو مدينة نوح أو حصن نوح وهي إحدى مدن لبنان حالياً، قيل إن فيها قبر النبي نوح.
وكانت بلدة كرك معقلاً للشيعة منذ الفتح الإسلامي بسبب وجود بعض القبائل الموالية للأمام علي مع الجيوش التي فتحت بلاد الشام ودخلت البقاع أمثال الهمدانين وخزاعة التي تفرع منها الحرافشة.
وازدهرت مدرسة الكرك في القرنين العاشر والحادي عشر وبلغت درجةً مرموقة من حيث عدد العلماء والطلاب وأنواع العلوم التي تعطي وطرق التدريس، فقصدها الطلاب المعرفة من مختلف الاقطار وخصوصاً من جبل عامل أمثال الشهيد الثاني زين الدين الجبعي الذي رحل إلى كرك نوح طلباً للأخذ من مشايخها.

## دراسته وأساتذته

### دراسته
تلقى علومه الإسلامية على المذهب الشيعي في قرى وبلدات جبل عامل مثل كرك نوح وجزين وعيناتا ثم هاجر إلى مصر لدراسة المذاهب الاربعة، فأخذ هناك عن علمائها وحصل على الاجازات من شيوخها بالرواية، كما سافر إلى دمشق ودرس المذهب الشافعي فيها.وبعدها يمّم وجهه إلى النجف عام 909 وحضر على كبار علمائها، كذلك ذهب إلى بغداد والحلة وجالس العديد من العلماء.

### أساتذته
روى الشيخ المحقق الكركي ودرس عند كثير من علماء عصره ومنهم:
- الشيخ شمس الدين محمد بن خاتون العاملي.
- الشيخ زين الدين أبي الحسن علي بن هلال الجزائري.
- الشيخ شمس الدين محمد بن داود.
- الشيخ أحمد بن الحاج علي العاملي.
- زين الدين جعفر بن حسام العاملي.
- الشيخ أبو يحيى زكريا الأنصاري
- الشيخ عبد الرحمان ابن ابانة الأنصاري (في مصر)
- الشيخ علاء الدين البصروي (في دمشق)

## تلامذته
يروي عنه جماعة كثيرة جدا من فضلاء عصره، كما درس عليه جمع من العلماء وقد تخرّج عليه أكثر من أربعمائة مجتهد ومنهم:
1. الشيخ أحمد بن محمد بن خاتون العاملي.
2. الشيخ علي بن الفتح العاملي المزرعي: له بعض مسائل وأجوبتها للمحقق الكركي وكتبها المترجم سنة 910 هجرية.[8]
3. الشيخ علي بن الحسن الزواري: عالم فاضل مفسّر من أصفهان، تلميذ المحقق الكركي، له مؤلفات منها: (تفسير الزواري)، (شرح نهج البلاغة)،(مجمع الهدى في قصص الأنبياء)، (تحفة الدعوات في أعمال السنة)، (لوامع الأنوار إلى معرفة الأئمة الاطهار) و (مرآة الصفا) وكل مؤلفاته بالفارسية[9]..
4. الشيخ علي بن عبد العالي الميسي.
5. الشيخ زين الدين الفقعاني.
6. الشيخ حسن بن أبي جامع العاملي: من أجلة تلامذة المحقق الكركي.[10]
7. الشيخ أحمد بن محمد بن أبي جامع الشهير بابن أبي جامع: كان حيا عام 928 هجرية، وله إجازة من المحقق الكركي.[11] كان معاصرا للعلامة الحلي، وله كتاب في التفسير وهو (الوجيز في تفسير الكتاب العزيز).[12]
8. الشيخ نعمة الله[13] بن الشيخ جمال الدين أبي العباس أحمد بن الشيخ شمس الدين محمد بن خاتون العاملي ووالده الشيخ أحمد بن خاتون.
9. الشيخ برهان الدين أبو إسحاق إبراهيم بن زين الدين علي ابن يوسف الخوانساري الأصفهاني.
10. الشيخ عبد النبي الجزائري صاحب الرجال.
11. الشيخ علي المنشار زين الدين العاملي:[14] عالم وفقيه كبير، من المروجين للدين، كان ذهب إلى الهند وحصّل كتباً كثيرة وجاء إلى اصفهان أيام السلطان الشاه طمهاسب الصفوي، وتقدم عنده حتى إذا توفي أستاده المحقق الثاني الكركي صار شيخ الإسلام على الإطلاق.وهو الذي طلب الشيخ حسين بن عبد الصمد والد البهائي من بلاده، ولما جاء أخذ في ترويجه حتى صار للشيخ حسين مقام عظيم عند الصفوية بواسطته، وزوج ابنته من الشيخ البهائي وزودها عدة كتب في جهازها، ولما توفي انتقلت مشيخة الإسلام إلى الشيخ البهائي.
12. الشيخ كمال الدين درويش محمد بن حسن العاملي النظنزي جد والد المجلسي من قبل أمه، وله إجازة من المحقق الكركي مفصّلة.[15]
13. السيد الأمير محمد بن أبي طالب الاسترآبادي الحسيني الموسوي.
14. السيد شرف الدين علي الحسيني الاسترآبادي النجفي.
15. الشيخ أبو القاسم نور الدين علي بن عبد الصمد عم الشيخ البهائي: قرأ عليه وله منه اجازة.
16. الأمير نعمة الله الحلي كان من تلامذته ثم رجع عنه حتى صار من أعداء أستاذه.

## فيأصفهان
هو أول فقيه من جبل عامل يستجيب لدعوة الصفويين. وقد رفض قبله الشهيد الثاني دعوة الصفويين له بالذهاب إلى دولتهم.
التقى المحقق الكركي بالشاه إسماعيل الصفوي في (هرات) عندما فتح الملك الصفوي هذه المدينة، وطلب منه أن ينتقل معه إلى إيران ويتولى شؤون الدولة الشرعية والفقهية بموجب المذهب الشيعي.
لم يخف المحقق الكركي استياءه من بطش الصفويين بالسنّة في مدينة هرات بعد فتحها والقضاء على دولة الازبك، خاصة بعد أن قتل الجيش الصفوي شيخ الإسلام في هرات سعد الدين التفتازاني صاحب كتاب «المطول في البلاغة» فنبهه إلى خطئه في الاضطهاد الطائفي والفتك بمن يخالفه في المذهب.
انتقل المحقق الكركي إلى إيران بصحبة الشاه واستغل هذه الفرصة أفضل استغلال، ونشط في تكريس ونشر فقه أهل البيت عليهم السلام في إيران، وتولى تعيين العلماء وأئمة الجماعة والقضاة في أطراف البلاد بصورة منظمة.
فقد كان المحقق الكركي أول من نظّم ارتباط العلماء بالمرجعية، وكذلك نظّم جباية الحقوق الشرعية بصورة ميدانية وواسعة في الدولة الصفوية، (كما فعل الشهيد الأول في بلاد الشام) مستفيدا من إمكانات النظام والدعم السياسي والمالي الذي كان يتلقاه من قبل الدولة.
قد استطاع المحقق الكركي أن يقنع جمعا من زملائه وأصدقائه وتلاميذه في جبل عامل للهجرة إلى إيران والإفادة من هذه الفرصة السانحة لنشر وتكريس المذهب الشيعي وبسط نفوذ الفقهاء في هذه الدولة الفتية.
ويبدو أن المحقق الكركي استطاع أن يحقق خلال هذه الفترة أهدافه بصورة جيدة، ونجح في بسط نفوذ المؤسسة الفقهية إلى حد بعيد، مما جعل البلاط الملكي يتضايق منه بصورة أو بأخرى، وقد أدى ذلك فعلا إلى برود ملحوظ في علاقة المحقق الكركي ببعض أجنحة البلاط، فآثر المحقق أن يغادر إيران إلى العراق، ويعود إلى النجف مرة أخرى ليعاود نشاطه الفقهي في هذه المدينة.
وقد مكث المحقق لقرابة ست سنوات في النجف توفي خلالها الشاه إسماعيل وخلف على الملك ابنه طهماسب.
ويبدو أن الفراغ الذي خلفه المحقق الكركي من بعده أضرّ بالدولة، مما جعل طهماسب ابن الشاه إسماعيل يطلب من المحقق العودة إلى إيران لتسلم منصب شيخ الإسلام في عاصمة ملكه (اصفهان). فاستجاب المحقق الكركي لدعوة الملك ورجع إلى اصفهان عاصمة الصفويين بصفة (نائب الإمام).
وهذه الصفة تمنحه بطبيعة الحال الولاية المطلقة في شؤون النظام والامة وتجعل مشروعية النظام تابعة لاذن الفقيه. وأقر النظام الصفوي للمحقق بهذه الولاية المطلقة النائبة عن ولاية الإمام، وصرح له الملك (بأن معزول الشيخ لا يستخدم ومنصوبه لا يعزل)
كان وفود المحقق الكركي على عاصمة الصفويين بداية لهجرة واسعة من قبل فقهاء جبل عامل والمراكز الفقهية العامرة الأخرى في ذلك التاريخ مثل البحرين. وقد قدم إلى إيران بعد المحقق الكركي جمع من كبار الفقهاء منهم: الشيخ حسين بن عبد الصمد ـ والد الشيخ البهائي ـ، والشيخ علي المنشار، وكمال الدين درويش محمد العاملي، والشيخ لطف الله الميسي العاملي، والشيخ الحر العاملي وغيرهم.

## أبناؤه وأصهاره وأحفاده
يُنقل في المصادر والكتب التي ذكرته أن له ابنين عبد العالي، وأما ابنه الآخر: فهو حسن بن علي بن حسين بن عبد العالي الكركي الذي كان من علماء دولة الشاه طهماسب، وله عدد من المؤلفات منها: عمدة المقال في كفر أهل الضلال، وشرح الإرشاد، والمنهاج القويم في التسليم، ومناقب أهل البيت ومثالب أعدائهم، والبغة في وجوب صلاة الجمعة.
والظاهر أن له ثلاثة أصهار وأربعة بنات وهم على الشكل التالي:
1. ضياء الدين أبو تراب الحسن بن السيّد شمس الدين أبي جعفر محمّد الموسوي المعروف بالأمير القزويني ثم الأردبيلي، تزوج بإحدى بنات الكركي وأنجبت له حسين الكركي، الذي يُعرف باسم الأمير السيد حسين المجتهد وكذلك باسم المفتي.
2. زين العابدين الموسوي الحسيني العلوي العاملي الكركي الأصفهاني، صهر الكركي ووالد أحمد صهر محمد باقر الميرداماد وتلميذه وابن خالته.
3. شمس الدين محمّد الحسيني الآسترابادي المعروف باسم الداماد. تزوج البنت الثالثة للكركي لكنها توفيت في حياته ولم تنجب أي مولود. فتزوج من أختها أي البنت الرابعة للكركي بعد وفاتها، وأنجبت له محمد باقر المعروف باسم الميرداماد.

ومن أحفاده الشيخ علي بن عبد العالي بن علي بن الحسين المحقق الكركي.

 ومن أحفاده أيضا الشيخ أحمد بن نور لدين بن علي بن عبد العالي الكركي، قال عنه في الأعيان: عالم فاضل يروي عن محمد بن محمد بن محمد بن داوود المعروف بإبن المؤذن الجزيني العاملي.

## مؤلفاته
له العديد من المؤلّفات والمصنفات والكتب تصل إلى حدود إثنين وثلاثين كتاباً: أبرزها:
- جامع المقاصد في شرح القواعد. شرحٌ على كتاب قواعد الأحكام في مسائل الحلال والحرام لابن المطهر الحلي خرج منه ستّة مجلدات،[23] ولم يتمّ مؤلفه الكتاب أي أن شرحه لم يستوعب إلا جزءاً بسيطاً من الكتاب المشروح، فأتت بعد ذلك عدد من المتممات والحواشي والتعليقات.[24]
- الرسالة الجعفرية.
- رسالة الجنائز.
- نفحات اللاهوت في لعن الجبت والطاغوت. ذكر هذا الكتاب آغا بزرگ الطهراني في الذريعة ونقل جزءاً من مقدمته وذكر أنّه فرغ من تأليف الكتاب في مشهد سنة 917 هـ.[25]
- الرسالة الرضاعية
- شرح ألفية الشهيد. هو شرحٌ على كتاب الألفية في فقه الصلاة اليومية لشمس الدين أبو عبد الله محمد بن جمال الدين مكي العاملي المعروف في الأوساط الحوزوية بلقب الشهيد الأول.[26]
- رسالة أقسام الأرضين.
- رسالة صيغ العقود.
- رسالة أحكام الإسلام.
- الرسالة النجمية.
- الرسالة المنصورية.
- رسالة في تعريف الطهارة.
- المطاعن المحرمية.
- رسالة في العدالة.
- رسالة في الغيبة.
- الرسالة الحجية.
- حاشية على تحرير الأحكام.
- الرسالة الكرية.
- رسالة في التعقيبات.
- قاطعة اللجاج في تحقيق حل الخراج.
- رسالة الجمعة.
- حواشي مختلف الشيعة.
- حواشي كتاب شرائع الإسلام.

## وفاته
اختلف في تحديد تاريخ وفاته، فالحر العاملي حدد تاريخ وفاته في سنة 937 هـ في ترجمته للكركي في كتابه أمل الآمل، أما حسن الصدر الذي كتب تكملة على أمل الآمل بعنوان تكملة أمل الآمل ورد قول الحر العاملي في تحديد يوم وفاة الكركي فقال: ”وكانت وفاته في النجف ثامن عشر ذي الحجة الحرام سنة أربعين بعد الألف من الهجرة. وقد وهم صاحب الأصل في تاريخ وفاته حيث ذكر أنها سنة سبع وثلاثين وتسعمائة“.
وقد فصّل محسن الأمين القول حول هذا الاختلاف في أعيان الشيعة فقد نقل عدّة أقوال أخرى في تحديد يوم وفاة الكركي؛ كان منها:
1. قول نظام الدين الساوجي في كتابه نظام الأقوال في التاسع والعشرين من ذي الحجة 940 هـ في زمن الشاه طهماسب الصفوي.
2. يوم الإثنين الثامن عشر من ذي الحجة 940 هـ كما هو قول الأمير إسماعيل الخاتون آبادي في كتابه تاريخ وقائع السنين.
3. يوم السبت السادس عشر من ذي الحجة 940 هـ كما ذُكر في كتاب تاريخ حسن بك روملو الفارسي.
4. الثاني عشر من ذي الحجة 945 هـ كما ذُكر في كتاب روضات الجنّات وقد احتمل محسن الأمين في تعليقه على هذا القول بعد ذكره له؛ احتمل أن المؤلّف أخطأ سهواً في كتابة سنة الوفاة لأنه في موضع آخر صحّح كون تاريخ وفاته سنة 940 هـ، فقال بالنص: ”الظاهر أنه من سهو القلم أيضا لأنه صحح في ترجمة المحقق الكركي أن وفاته كانت سنة 940“.

## الهوامش
| - 1 - قال الحر العاملي في أمل الآمل في ترجمته له: ”أمره في الثقة والعلم والفضل وجلالة القدر وعظم الشأن وكثرة التحقيق أشهر من أن يذكر“. - 2 - ذكره المجلسي في أوائل موسوعته المشهورة بحار الأنوار حيث يقول بالنص: ”وللشيخ مروج المذهب نور الدين ـ حشره الله مع الأئمة الطاهرين ـ حقوق على الإيمان وأهله أكثر من أن يشكر على أقله وتصانيفه في نهاية الرزانة والمتانة، ففي ناحية العلم فهو المحقق الثاني وكل من تأخر عنه عيال عليه حتى الشهيد في كتابه المسالك، فإنّها في المعاملات مأخوذة عن جامع المقاصد كما لا يخفى على الممارس وكذلك المقاصد العلية فإنّ للمحقق شرحاً على الألفية كبير وصغير وقال الشهيد الثاني في حقه: الشيخ المحقق المنقح نادرة الزمان ويتيمة الأوان“. وقد نقل كلام المجلسي عنه محسن الأمين في أعيان الشيعة، وحسن الصدر في تكملة أمل الآمل. - 3 - ذكره البحراني في أكثر من موضع في كتبه ففي لؤلؤة البحرين قال: ”كان الشيخ علي المحقق الكركي من علماء دولة الشاه طهماسب الصفوي، جعل أمور الممكلة بيده وكتب رقماً إلى جميع الممالك بامتثال ما يأمر به الشيخ علي، وأن أصل الملك إنّما هو للشيخ علي لإنّه نائب الإمام المهدي فكان الشيخ يكتب إلى جميع البلدان كتباً بدستور العمل في الخراج وما ينبغي تدبيره في أمور الرعية حتى أنّه غيّر القبلة في كثير من بلاد العجم باعتبار مخالفتها كما علم من كتب الهيئة، وكان الشيخ علي عندما يأمر بحكم أو يرسل رسالة يختم عليها الشيخ علي الكركي خاتم المجتهدين“. وفي الحدائق الناضرة قال عنه: ”إنّه كان يدعى الشيخ علي بمروج المذهب وكان شيخ الإسلام في زمن السلطنة أيام طهماسب الصفوي الكبير، وبالغ الشيخ في ترويج مذهب الإمامية بحيث لقبه بعضهم بمخترع مذهب الشيعة، وكان سلطان الوقت يعظمه كثيراً، وكان الشاه يكتب إلى عمّاله بامتثال أوامر الشيخ وأنّه الأصل في تلك الأمور والنواهي واكّد أن معزول الشيخ لا يستخدم ومنصوبه لا يعزل“. | - 4 - وثّقه النوري في كتابه خاتمة المستدرك فقال: ”شيخ الطائفة في زمانه، وعلامة عصره وأوانه، نور الدين أبو الحسن علي بن الحسين بن عبد العالي العاملي الكركي، الفقيه المجتهد الكبير، الملقب تارة بالشيخ العلائي، وأخرى بالمحقق الثاني، الأجل من أن يوصف ويمدح“. - 5 - نقل حسن الصدر ضمن ترجمته للكركي في كتابه تكملة أمل الآمل بعض ما ذكره حسن بيك روملو الفارسي وأيّده فقال: ”ونص حسن بيك في تاريخه أنه بعد خواجة نصير الطوسي ما سعى أحد من العلماء حقيقة مثل ما سعى الشيخ علي الكركي في إعلاء أعلام المذهب الجعفري وترويج دين الحق الإثني عشري“. - 6 - ذكره الخوانساري في كتابه روضات الجنات فقال: ”شأنه أجل من أن يحتاج إلى البيان وفضله أوضح من أن يقام عليه البرهان“. - 7 - قال مصطفى التفرشي في كتابه نقد الرجال قاصداً الكركي: ”شيخ الطائفة وعلامة وقته صاحب التحقيق والتدقيق كثر العلم نقي الكلام جيد التصانيف من أجلاّء هذه الطائفة“. - 8 - أورد عبد الله الأفندي في كتابه رياض العلماء نقلاً عن نظام الدين القرشي: ”شيخ الطائفة وعلامة وقته صاحب التحقيق والتدقيق كثر العلم نقي الكلام جيد التصانيف من أجلاّء هذه الطائفة“. |

## وصلات خارجية
- ترجمة الكركي في مجلة الفرات العدد 126 - السنة الثانية عشر - أبريل 2012 نسخة محفوظة 26 يناير 2020 على موقع واي باك مشين.
- إطلالة على سيرة المحقق الكركي ودعوة إلى حفظ حوزته - بقلم: د. خضر نبها - مجلة رسالة النجف العددان السابع والثامن | 2006 م - 2007 م | 1427 هـ - 1428 هـ